# لويس فان بيرغن
لويس فان بيرغن (بالإنجليزية: Lewis Van Bergen)‏ هو ممثل أمريكي، ولد في 9 نوفمبر 1938 بنيويورك في الولايات المتحدة.

## وصلات خارجية
- لويس فان بيرغن على موقع IMDb (الإنجليزية)
- لويس فان بيرغن على موقع قاعدة بيانات الفيلم (الإنجليزية)